# 斯代博克

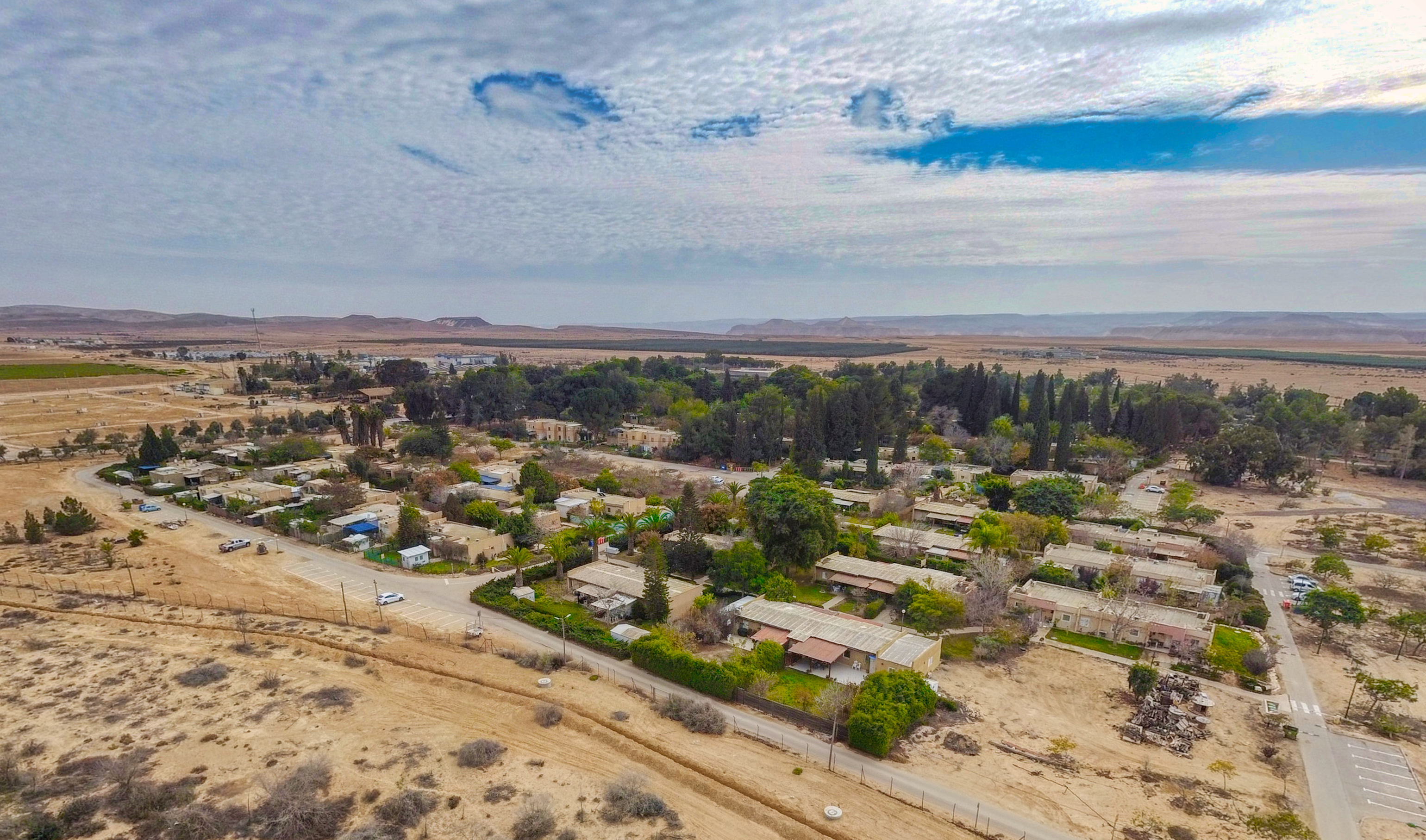
斯代博克

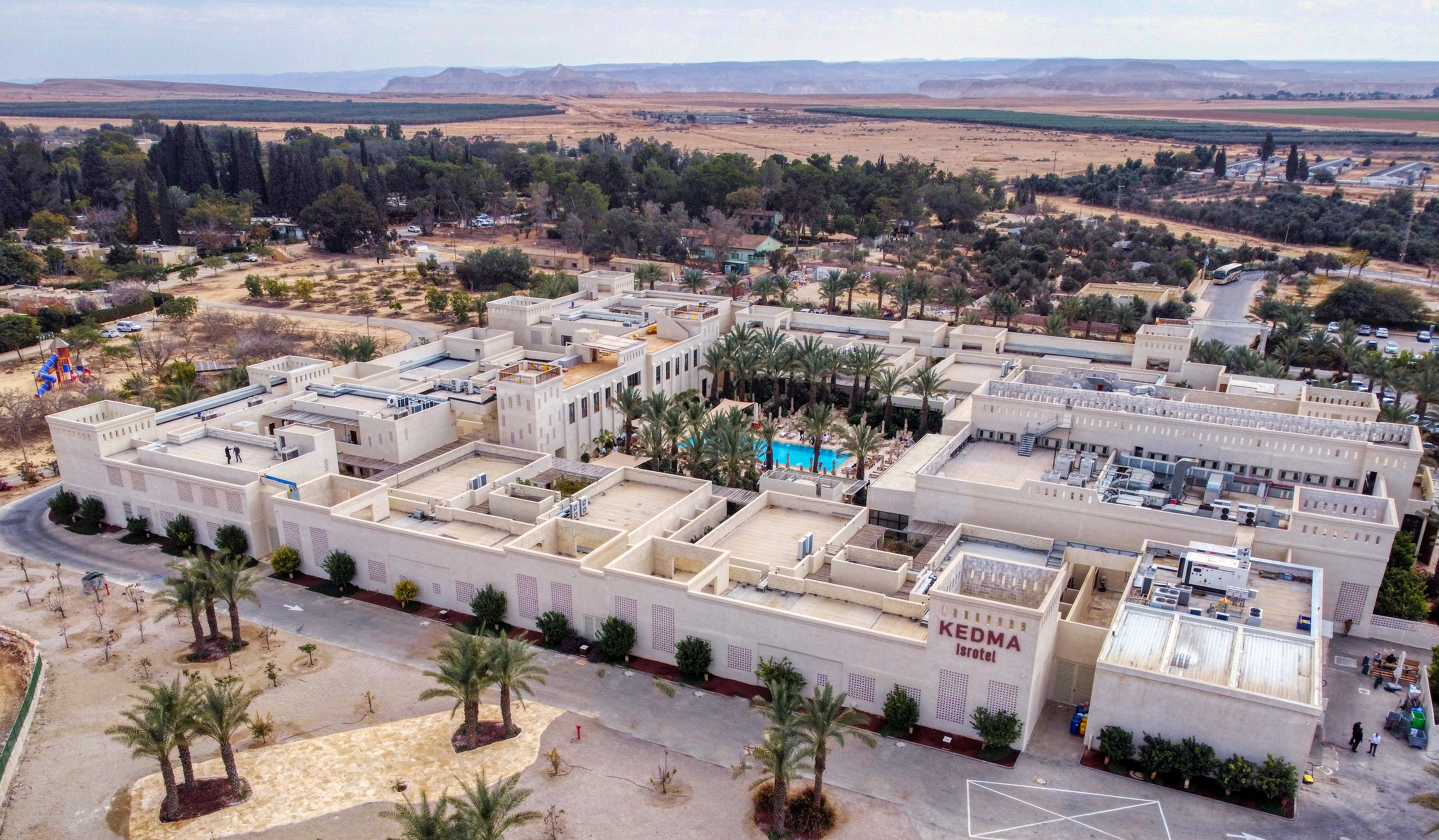
科德玛酒店

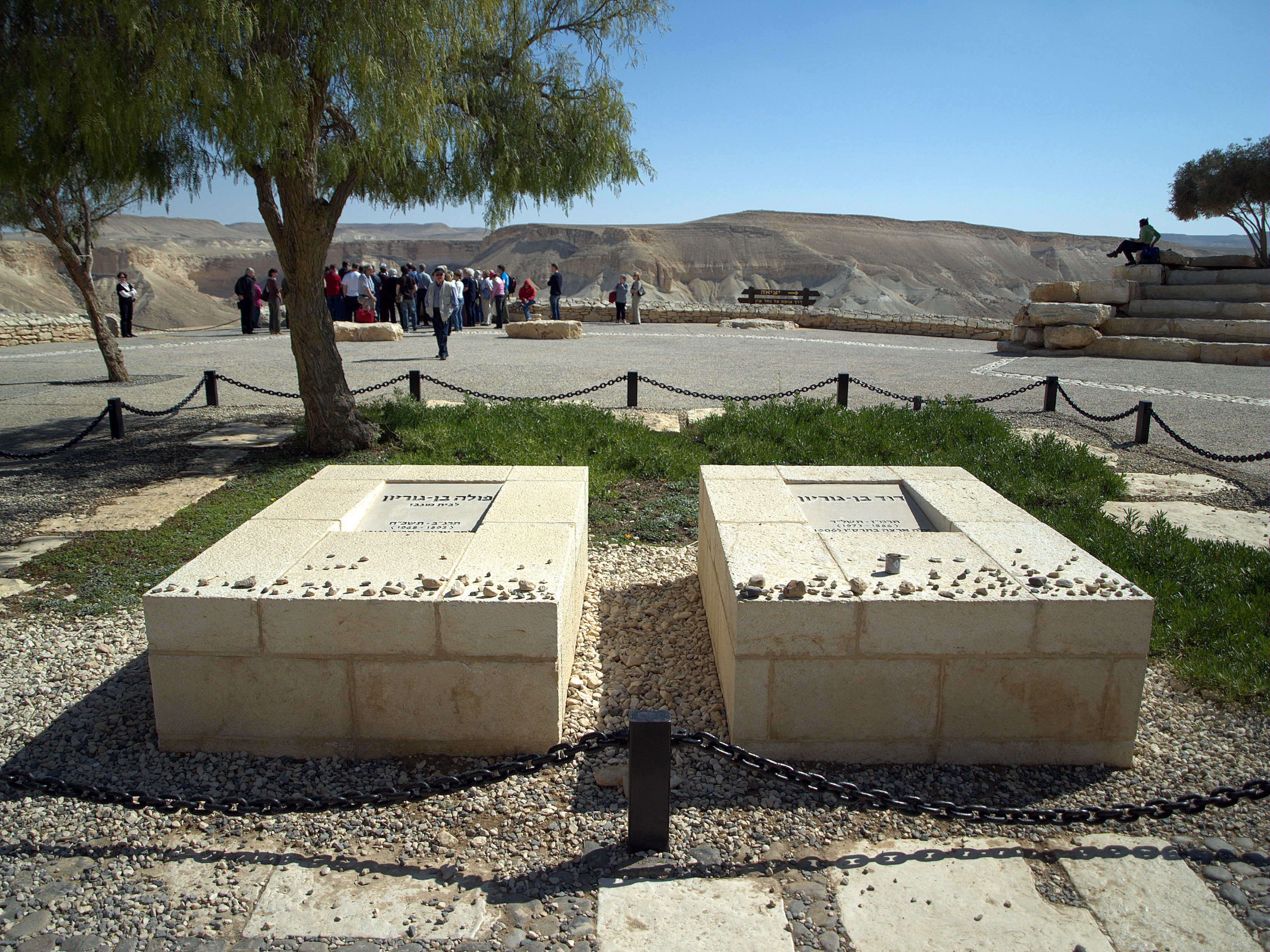
斯代博克附近的戴维·本-古里安坟墓

斯代博克（希伯來語：‎）是以色列南部内盖夫沙漠中的一个基布兹。以色列第一任总理戴维·本-古里安退休後居住於此。2021年人口为469人。

## 历史
7世纪末到9世纪初，这里有一个大型农场。 當地有数十座建筑物的遗迹，其中就包括一座清真寺，附近发现了数百个阿拉伯铭文。 
1952年5月15日，斯代博克基布兹成立。1953年，戴维·本-古里安总理辞职，並且搬到斯代博克基布兹居住。尽管他在1955年重返政坛，但他继续住在基布兹，直到1973年去世，他与妻子一起被埋葬在米德雷谢特·本-古里安附近。
斯代博克當地也有貝都因人搭建的帐篷。
2022年3月27日，美国、巴林、摩洛哥、阿拉伯联合酋长国、埃及外长在斯代博克召開内盖夫峰会。 